# Campanula alsinoides
Campanula alsinoides är en klockväxtart som beskrevs av Joseph Dalton Hooker och Thomas Thomson. Campanula alsinoides ingår i släktet blåklockor, och familjen klockväxter. Inga underarter finns listade i Catalogue of Life.